# Grecia en el Festival de la Canción de Eurovisión 2008
Grecia y la Ellinikí Radiofonía Tileórasi (ERT) organizaron una final nacional para elegir quién les representaría en el Festival de la Canción de Eurovisión 2008. Tres artistas, Chrispa, Kostas Martakis, y Kalomoira, fueron seleccionados por la ERT para participar en la final nacional que tuvo lugar el 27 de febrero de 2008. El público griego, junto con un jurado experto, escogieron a Kalomoira con la canción "Secret Combination" como su representante en 2008. En Eurovisión, Kalomoira quedó primera en la primera semifinal y tercera en la final.

## Final nacional
ERT decidió organizar una final nacional otra vez para el Festival de la Canción de Eurovisión después de hacer esfuerzos para encontrar un artista de gran nombre para una elección interna fallida. La ERT propuso originalmente a Elli Kokkinou internamente, pero ella rechazó la oferta debido a su embarazo. De 2004 a 2006, ERT ha elegido artistas de gran perfil internamente, hasta que en 2007 la ERT organizó una final nacional tras no encontrar un cantante famoso. El 17 de diciembre de 2007, la ERT anunció oficialmente los participantes de su final nacional: Kalomoira, Kostas Martakis, y Xrispa.
Las canciones de los participantes tenían que ser enviadas a la ERT antes del 25 de enero de 2008. El 3 de febrero de 2008 las canciones de Kalomoira y Kostas Martakis para la final nacional fueron filtradas en internet. La ERT había declarado previamente que ellos no deberían hacer públicas las canciones antes de la conferencia de prensa del 6 de febrero de 2008. En la conferencia de prensa del 6 de febrero en el Hotel Hilton de Atenas, la ERT reveló oficialmente las canciones y más detalles sobre la final nacional a los medios y el público. La final nacional tendría lugar el 27 de febrero de 2008 en el Athinon Arena y el ganador sería elegido vía 60% por Televoto y mensajes por SMS y 40% mediante un jurado interno.
La final nacional tuvo lugar el 27 de febrero de 2008 a las 22:00 CET en el Athinon Arena en un escenario que fue un poco más grande que los años anteriores. Kalomoira, Kostas Martakis, y Xrispa tuvieron que cantar cada uno en directo la canción que habían elegido. El ganador fue elegido vía 60% Televoto y mensajes SMS y 40% jurado interno.  El presidente del jurado fue Mimis Plessas, y estuvo acompañado en el jurado por Christos Dantis, el ejecutivo de la ERT Johnny Kalimeris, Gontakas y Adrikakis, representantes de las divisiones de radio y televisión de la ERT.  Las presentadoras del show fueron las hermanas Maggira.  De modo similar a los shows de los años anteriores, hubo también entretenimiento con participantes internacionales del Festival de Eurovisión. Entre ellos estuvieron Rebeka Dremelj de Eslovenia, Nico y Vlad Miriţă de Rumanía, Elnur Hüseynov y Samir Javadzadeh de Azerbaiyán, y Evdokia Kadi de Chipre. Sarbel también cantó "Yassou Maria" así como "Eho Trelathi".  La final nacional fue emitida en directo por la New Hellenic Television (NET), ERT World, y las webs oficiales de la ERT y el Festival de la Canción de Eurovisión.  The whole show was "Las Vegas show girl" themed.
Aparte de algunos pequeños fallos en el programa, la producción corrió con menos incidentes que en 2007. El show duró unas dos horas y media y la emission de la ERT lideró la audiencia el 27 de febrero por 45,9 % de acuerdo con AGB Hellas, que estimó en 1,9 millones los espectadores del programa.  Kalomoira fue la ganadora de la final, siendo primera en el televoto y segunda en la votación del jurado.

### Cantantes y canciones

#### Xrispa
Xrispa eligió una canción compuesta por Marios Psimopoulos con letra de Antonis Papas. El título provisional de la canción fue "SOS for Love", pero más tarde se cambió por "A Chance to Love". La canción es de estilo étnico, descrita como un "Dance Oriental", con letra en una mezcla de griego e inglés. Chrispa apareció en la final nacional en escena en un vestido corto y blanco con cuatro bailarines masculinos con tatuajes en sus pechos y espaldas. Empezó la canción sentada en una silla blanca con sus bailarines apiñados alrededor de ella. Ella más tarde se levantó y cantó con sus bailarines bailando en el fondo.

#### Kostas Martakis
Kostas Martakis compitió en la final nacional con "Always and Forever", una canción de Dimitris Kontopoulos con letra de Vicky Gerothodorou. La canción fue originalmente presentada en la conferencia de prensa de la ERT en su forma original como una canción pop con un poco de rock, pero para Eurovisión y la final nacional decidió cantar una versión dance de "Always and Forever". Martakis apareció de blanco con dos bailarinas y dos bailarines y cantantes de coro también en blanco. Empezó cantando su canción sentado, más tarde se levantó y bailó. A la mitad de su canción, saltó en una plataforma, y un gran apoyo se abrió en escena con la forma de la letra V con él en el medio. Las luces después fueron hacia él con máquinas de humo durante un break, mientras sus bailarines empezaron a cantar como fondo vocal con micrófonos frente a ellos.

#### Kalomoira
Muchas canciones fueron enviadas a Kalomoira y su compañía discográfica Heaven Music, y ella escogió su canción entre las recibidas. Kalomoira escogió una canción de estilo R&B con aires griegos compuesta por Konstantinos Pantzis con letra de Poseidonas Giannopoulos titulada "Secret Combination". Giannopoulos también compuso la letra de "Comme Ci, Comme Ça", la canción chipriota de 2007. La canción tiene un parecido a una "producción americana". Kalomoira apareció en escena con un vestido corto de  JLO, acompañada por cuatro bailarines masculinos de fondo. Al principio de la canción, los cuatro bailarines la levantaron sobre ellos mismos mientras ella estaba bajando abajo. Más tarde ella bajó abajo, y empezó a bailar con ellos. Durante el break de la canción, los cuatro bailarines se agacharon en círculo y empezaron a inclinarse alrededor de Kalomoira mientras ella bailaba en el medio. Al final de la canción, los bailarines se pusieron en fila y se quitaron las camisas para revelar una letra en cada uno de ellos deletreando LOVE con Kalomoira al final.

### Resultados de la final nacional
| N.º | Cantante        | Canción              | Música-Letra                                   | Porcentaje | Posición |
| --- | --------------- | -------------------- | ---------------------------------------------- | ---------- | -------- |
| 1   | Chrispa         | "A Chance to Love"   | Marios Psimopoulos - Antonis Papas             | 15.9%      | 3        |
| 2   | Kostas Martakis | "Always and Forever" | Dimitris Kontopoulos - Vicky Gerothodorou      | 33.8%      | 2        |
| 3   | Kalomoira       | "Secret Combination" | Konstantinos Pantzis - Poseidonas Giannopoulou | 50.3%      | 1        |

## Promoción
Para promocionar "Secret Combination", un videoclip fue lanzado oficialmente  el 14 de marzo de 2008. Fue mostrado exclusivamente en NET, pero se pudo ver internacionalmente a través de ERT World. El director fue Kostas Kapetanidis, quien también había dirigido el vídeo de la canción ganadora del Festival de la Canción de Eurovisión 2005, Helena Paparizou: "My Number One".
Antes de su aparición en el festival, Kalomoira fue a un tour promocional, cantando su canción en varios países participantes en el festival. La primera parada fue Azerbaiyán, el 22 de marzo de 2008, donde apareció invitada en muchos programas de radio y televisión; estando allí hasta el 26 de marzo. El 27 de marzo, Kalomoira llegó a Rumania, donde estuvo tres días, donde apareció otra vez en televisión y dio entrevistas. After a brief break, viajó a Turquía, llegando el 10 de abril, donde posó para fotografías, dio entrevistas a la prensa local, y se fue de compras por la ciudad antigua, donde la prensa turca la siguió. También se reunió con el Patriarca de Constantinopla Bartolomé I, quien wished su éxito y presented her with a medallion. El 17 de abril, Kalomoira had reached Bosnia y Herzegovina, donde, además de aparecer en programas de televisión y dar entrevistas, se reunió con Elvir Laković Laka y su hermana Mirella, los representantes de Bosnia y Herzegovina en el festival. Kalomoira fue después a Belgrado, Serbia, donde fue la estrella invitada en un programa de televisión matinal, cantando "Secret Combination" en directo en la RTS, y después fue a una entrevista en FOX TV. Estuvo un día en Belgrado y volvió a Grecia para concluir el tour.

## En Eurovisión
Aunque en principio Grecia se garantizó una plaza en la final de 2008 por la séptima plaza de Sarbel en la final del Festival de la Canción de Eurovisión 2008, Kalomira tuvo que competir en una semifinal en 2008 debido a que la Unión Europea de Radiodifusión decidió hacer pasar por la semifinal a todos los países menos Francia, Alemania, España, el Reino Unido y el país anfitrión, Serbia.  Fue la primera vez desde 2004 que Grecia tenía que pasar por una semifinal. La UER repartió a los países con voto vecinal histórico en dos semifinales, para dar la oportunidad de ganar a los demás países. El 28 de enero de 2008, la UER hizo un sorteo que determine que Grecia debería estar en la Semi-Final 1 que se celebraría el 20 de mayo de 2008 in Belgrado, Serbia.
Las hermanas Maggira fueron las comentaristas de las semifinales y la final, mientras que Alexis Kostalas fue el portavoz de Grecia en la final.

### Semifinal

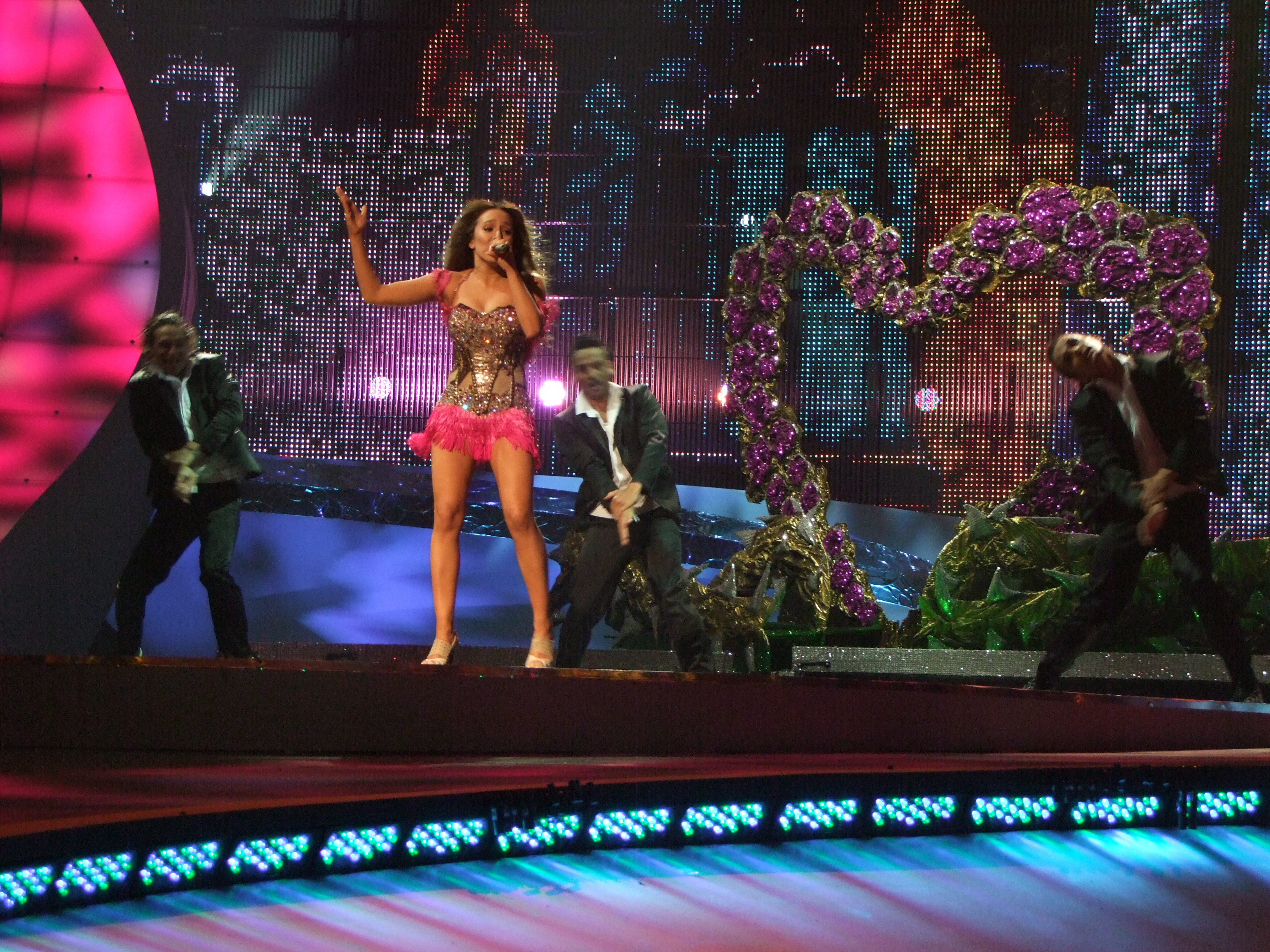
Kalomoira cantando en la semifinal de Eurovisión.

Kalomoira cantó "Secret Combination" en el decimonoveno y último puesto en la primera semifinal el 20 de mayo de 2008. En marzo de 2008, Konstantinos Pantzis, el compositor, anunció que habría algunos cambios en la canción para su aparición en Eurovisión. Los cambios incluían un nuevo ritmo en la introducción y algunos cambios en los coros. La ERT anunció que esta nueva versión se presentaría a la UER como la versión oficial de la canción.
La puesta en escena incluía nueva coreografía, así como a Victoria Halkiti y Nektarios Georgiadis como vocalistas del coro. Kalomoira empezó la canción sentada en un banco de diamante sostenido por sus bailarines. Después bajó y empezó un baile con coreografía compleja. En el escenario, había un gran libro plegable que se abrió y dejó ver un corazón morado en el momento en el que en la letra de la canción se decía "an open book", que significa "un libro abierto". Mientras se abría el libro, se quitó el vestido rosa que llevaba y dejó ver un sexy y provocativo vestido muy corto de color plata y rosa. Cuando a mitad de la canción solo sonaba la música, Kalomira, hizo un baile muy provocativo moviendo todo su cuerpo a la vez. Al final de la canción, los bailarines subieron a Kalomoira a la espalda de uno de ellos. En la pantalla se observaba el plano de una gran ciudad desde el cielo nocturno iluminada con muchas luces y carteles de neón. Kalomira llevaba un vestido exclusivo diseñado por Jennifer López Kalomoira terminó primera en la semifinal de 19 países con un total de 156 puntos.

### Final
Kalomoira repitió su actuación de la semifinal en la final del 24 de mayo de 2008. Fue la vigesimoprimera actuación de veinticinco países participantes, después de Azerbaiyán y antes de España. Habiéndose puesto en cabeza inicialmente en la votación, Kalomoira finalizó tercera detrás de Rusia y Ucrania, recibiendo 218 puntos. Recibió 12 puntos, el máximo número de puntos que un país puede dar a otro, del Reino Unido, Alemania, Albania, San Marino, Chipre y Rumania. Letonia, Islandia, Portugal, Finlandia, Noruega y Lituania fueron los únicos países que no le votaron entre los diez primeros, no dándole puntos. La final tuvo una audiencia del 93 % y fue vista por unos seis millones de espectadores en Grecia.

## Después de Eurovisión
Tras el festival, Kalomoira contó a los medios que se sintió aliviada con los resultados, pero la única cosa que quería hacer era irse a casa y descansar, después de meses de preparación y un viaje promocional para el festival. El 25 de mayo de 2008 en Atenas, la delegación griega dio su primera rueda de prensa después de la final. La delegación incluía a Kalomoira, Konstantinos Pantzis, Poseidonas Giannopoulos, y el personal de la ERT. Kalomoira declaró que "fue un honor...representar a Grecia en este festival" y agradeció a Grecia su apoyo desde el primer momento que ella dijo que participaría. Sin embargo, meses después, se reveló que cuando dejó Grecia para ir a los Estados Unidos, fue porque se sentía maltratada por su discográfica que no le pagó muchos de los gastos que tuvo musicalmente. Mientras estuvo con esa discográfica tuvo que pagarse muchas cosas ella misma. En una entrevista para Downtown Magazine, el padre de Kalomoira dijo que ella se sentía muy mal por lo que le hicieron en Heaven Records y que no sabía si iba a seguir con su carrera musical. En respuesta, Makis Pounetzis, el nuevo productor de Heaven Music dijo que estaba "sorprendido" por las declaraciones de Kalomoira y que no le dejaron darle explicaciones. Entonces dijo que reharían su contrato, que se lo pensara otra vez y que volviera a cantar.
"Secret Combination" llegó a ser un exitoso hit por Europa, llegando al número uno en Grecia y Chipre y siendo muy conocida en otros países otros países.